# Астей (вазописец)

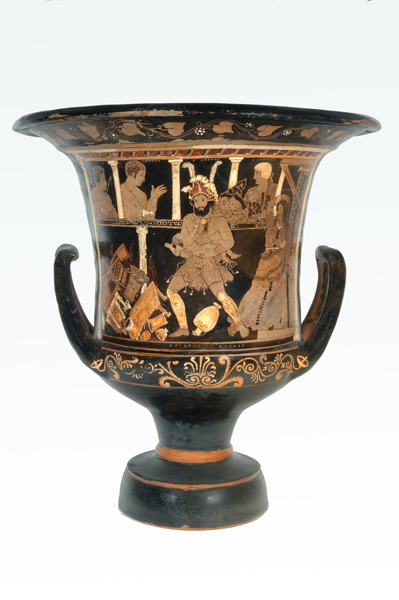
Мадридский кратер, Национальный археологический музей Испании, Мадрид

Астей — древнегреческий вазописец, работал в Пестуме в период 350—320 годов до н. э. в краснофигурной технике. Астей руководил большой мастерской, большинство работ в которой выполнялись в форме гидрий и кратеров. Сам вазописец в вазописи часто использовал мифологические и театральные сцены.

## Известные работы
- так называемый Мадридский кратер со сценой безумия Геракла, Национальный археологический музей Испании, Мадрид.
- кратер-киликс F 3044 со сценами флиак, Государственное античное собрание[1]
- скифос в Музее в Каасели.
- кратер-киликс 81.AE.78, Музей Гетти[2]
- Лекана K 570, Лувр[3]
- Гидрия 89.98, Художественный музей Тампы[4]